# Si c'était à refaire (singolo)
Si c'était à refaire è un singolo della cantante canadese Céline Dion, secondo estratto dall'album Encore un soir per il mercato francese e pubblicato il 14 ottobre 2016 dall'etichetta Columbia Records.

## La canzone
La canzone, in stile pop francese, è stata scritta da Alice Guiol e Jacques Veneruso. Per le radio è stato pubblicata in versione abbreviata, con 13 secondi di meno rispetto alla versione del disco.

## Tracce
Download digitale
1. Si c'était à refaire – 3:52 (testo: Alice Guiol, Jacques Veneruso)